# Forskningsinfrastruktur
En forskningsinfrastruktur är ett avancerat verktyg eller anläggning för forskning som är öppet och kan nyttjas av fler än enskilda forskare eller forskargrupper. Exempel på forskningsinfrastrukturer är databaser, arkiv, fältstationer, laboratorier och avancerad teknisk utrustning. 
Forskningsinfrastrukturer är kopplade till universitet eller högskolor och kan vara lokala, nationella eller internationella. De finansieras av det enskilda lärosäten och/eller av forskningsfinansiärer såsom, i Sverige,  Vetenskapsrådet.
Den enskilda forskningsinfrastrukturen har vanligtvis en föreståndare. 